# Giro di Romandia 1965
Il Giro di Romandia 1965, diciannovesima edizione della corsa, si svolse dal 6 al 9 maggio su un percorso di 847 km ripartiti in 4 tappe (la prima e la terza suddivise in due semitappe), con partenza a Ginevra e arrivo a Vallorbe. Fu vinto dall'italiano Vittorio Adorni della Salvarani davanti agli svizzeri Rolf Maurer e Robert Hagmann.

## Tappe
| Tappa  | Data     | Percorso                              | km  | Vincitore di tappa | Leader cl. generale |
| ------ | -------- | ------------------------------------- | --- | ------------------ | ------------------- |
| 1ª-1ª  | 6 maggio | Ginevra > Martigny                    | 136 | Jean Milesi        |                     |
| 1ª-2ª  | 6 maggio | Martigny > Crans-Montana              | 59  | Vittorio Adorni    |                     |
| 2ª     | 7 maggio | Martigny > Bassecourt                 | 268 | Willy Bocklant     |                     |
| 3ª-1ª  | 8 maggio | Bassecourt > Romont                   | 146 | Francois Hamon     |                     |
| 3ª-2ª  | 8 maggio | Romont > Friburgo (cron. individuale) | 27  | Vittorio Adorni    |                     |
| 4ª     | 9 maggio | Friburgo > Vallorbe                   | 211 | Michele Dancelli   | Vittorio Adorni     |
| Totale | Totale   | Totale                                | 847 |                    |                     |

## Dettagli delle tappe

### 1ª tappa - 1ª semitappa
- 6 maggio: Ginevra > Martigny – 136 km

| Pos. | Corridore        | Squadra   | Tempo |
| ---- | ---------------- | --------- | ----- |
| 1    | Jean Milesi      | Margnat   |       |
| 2    | Jacques Bachelot | Margnat   |       |
| 3    | Felice Gimondi   | Salvarani |       |

| Pos. | Corridore | Squadra | Tempo |
| ---- | --------- | ------- | ----- |

### 1ª tappa - 2ª semitappa
- 6 maggio: Martigny > Crans-Montana – 59 km

| Pos. | Corridore       | Squadra       | Tempo |
| ---- | --------------- | ------------- | ----- |
| 1    | Vittorio Adorni | Salvarani     |       |
| 2    | Felice Gimondi  | Salvarani     |       |
| 3    | Rolf Maurer     | Cynar-Allegro |       |

| Pos. | Corridore | Squadra | Tempo |
| ---- | --------- | ------- | ----- |

### 2ª tappa
- 7 maggio: Martigny > Bassecourt – 268 km

| Pos. | Corridore        | Squadra   | Tempo |
| ---- | ---------------- | --------- | ----- |
| 1    | Willy Bocklant   | Flandria  |       |
| 2    | Guido Carlesi    | Springoil |       |
| 3    | Michele Dancelli | Molteni   |       |

| Pos. | Corridore | Squadra | Tempo |
| ---- | --------- | ------- | ----- |

### 3ª tappa - 1ª semitappa
- 8 maggio: Bassecourt > Romont – 146 km

| Pos. | Corridore      | Squadra   | Tempo |
| ---- | -------------- | --------- | ----- |
| 1    | Francois Hamon | Peugeot   |       |
| 2    | Ugo Colombo    | Springoil |       |
| 3    | Franco Bitossi | Springoil |       |

| Pos. | Corridore | Squadra | Tempo |
| ---- | --------- | ------- | ----- |

### 3ª tappa - 2ª semitappa
- 8 maggio: Romont > Friburgo (cron. individuale) – 27 km

| Pos. | Corridore       | Squadra       | Tempo |
| ---- | --------------- | ------------- | ----- |
| 1    | Vittorio Adorni | Salvarani     |       |
| 2    | Rolf Maurer     | Cynar-Allegro |       |
| 3    | Robert Hagmann  | Tigra-Meltina |       |

| Pos. | Corridore | Squadra | Tempo |
| ---- | --------- | ------- | ----- |

### 4ª tappa
- 9 maggio: Friburgo > Vallorbe – 211 km

| Pos. | Corridore        | Squadra   | Tempo |
| ---- | ---------------- | --------- | ----- |
| 1    | Michele Dancelli | Molteni   |       |
| 2    | Franco Bitossi   | Springoil |       |
| 3    | Raymond Delisle  | Peugeot   |       |

| Pos. | Corridore       | Squadra       | Tempo     |
| ---- | --------------- | ------------- | --------- |
| 1    | Vittorio Adorni | Salvarani     | 23h47'00" |
| 2    | Rolf Maurer     | Cynar-Allegro | a 6"      |
| 3    | Robert Hagmann  | Tigra-Meltina | a 34"     |

## Classifiche finali

### Classifica generale
| Pos. | Corridore        | Squadra              | Tempo     |
| ---- | ---------------- | -------------------- | --------- |
| 1    | Vittorio Adorni  | Salvarani            | 23h47'00" |
| 2    | Rolf Maurer      | Cynar-Allegro        | a 6"      |
| 3    | Robert Hagmann   | Tigra-Meltina        | a 34"     |
| 4    | Felice Gimondi   | Salvarani            | a 49"     |
| 5    | Raymond Delisle  | Peugeot-BP-Michelin  | a 1'28"   |
| 6    | René Binggeli    | Molteni              | a 1'42"   |
| 7    | Maurice Izier    | Grammont-Motoconfort | a 2'20"   |
| 8    | Angelino Soler   | Peugeot-BP-Michelin  | a 2'39"   |
| 9    | Michele Dancelli | Molteni              | a 2'50"   |
| 10   | Francis Blanc    | Salvarani            | a 2'54"   |